# 地皮

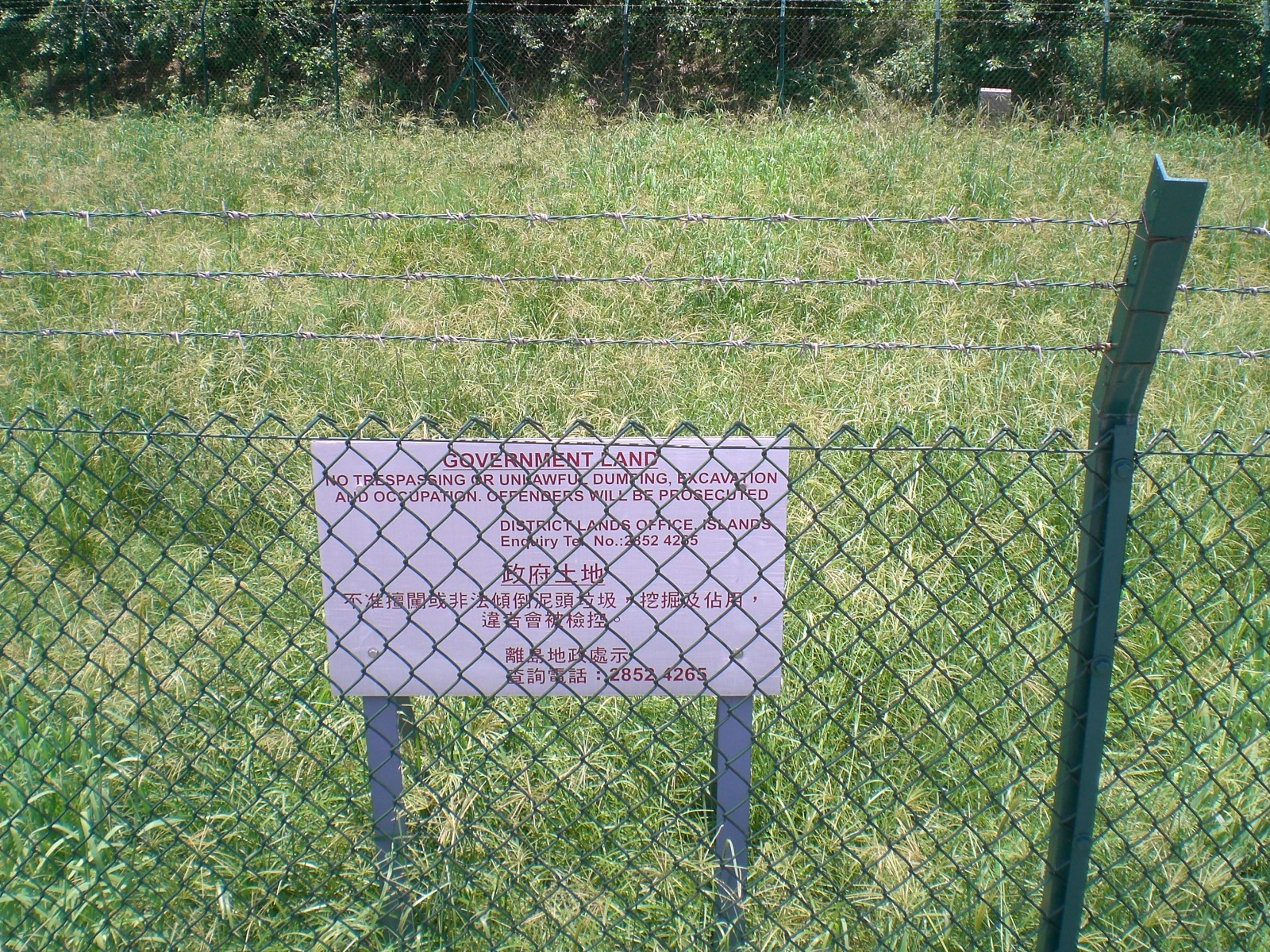
香港欣澳道一塊政府地皮

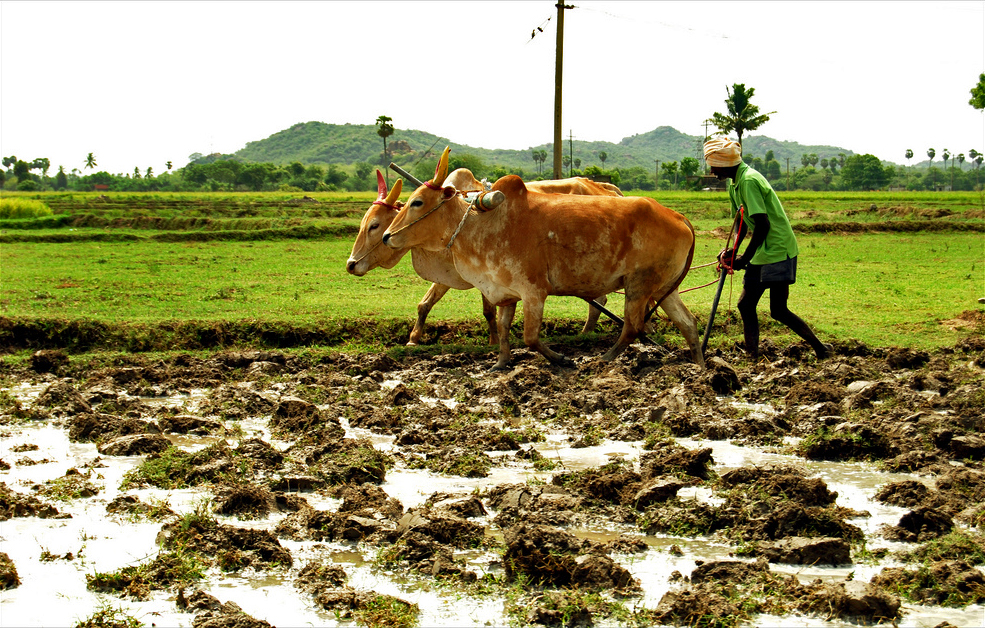
農地

地皮是房地產之中建築樓宇房屋的土地。地皮是有價資產，時有升值及減值，不會折舊。
地皮物權源自國家主權，在英國則源自皇室土地（英語：Crown land）。地皮分為自用地（英語：Freehold (English law)）和租用業權（英語：Leasehold），前者的買家有權永久擁有該土地，而後者的買家只是買得該有年期的土地。在香港拍賣的官地，其性質就是後者。
地皮是固定資產，不過在炒家手中，視為流動資產，其所買賣所得的利潤，在中國大陸等地方可能要納資本增值稅（英語：Capital gains tax），而在香港的則視為貿易，等同炒樓，要交納利得稅。

## 相關
- 地產市場
- 地產發展商
- 補地價
- 土地蓄備
- 國際會計準則第16號 (IAS 16) 不動產、廠房和設備
- 地產大亨